# Buje
Buje (italienska: Buie, tyska: Wege) är en stad i landsdelen Istrien i nordvästra Kroatien. Staden har 2 979 invånare (2001).